# San Marinos Grand Prix 1981
San Marinos Grand Prix 1981 var det fjärde av 15 lopp ingående i formel 1-VM 1981. Detta var San Marinos första grand prix och det andra F1-loppet som kördes på Imolabanan, det första var Italiens Grand Prix 1980.

## Resultat
1. Nelson Piquet, Brabham-Ford, 9 poäng
2. Riccardo Patrese, Arrows-Ford, 6
3. Carlos Reutemann, Williams-Ford, 4
4. Hector Rebaque, Brabham-Ford, 3
5. Didier Pironi, Ferrari, 2
6. Andrea de Cesaris, McLaren-Ford, 1
7. Gilles Villeneuve, Ferrari
8. René Arnoux, Renault
9. Marc Surer, Ensign-Ford
10. John Watson, McLaren-Ford
11. Patrick Tambay, Theodore-Ford
12. Alan Jones, Williams-Ford
13. Tommy Borgudd, ATS-Ford

### Förare som bröt loppet
- Jean-Pierre Jabouille, Ligier-Matra (varv 45, för få varv)
- Eliseo Salazar, March-Ford (38, snurrade av)
- Michele Alboreto, Tyrrell-Ford (31, kollision)
- Beppe Gabbiani, Osella-Ford (31, kollision)
- Bruno Giacomelli, Alfa Romeo (28, kollision)
- Eddie Cheever, Tyrrell-Ford (28, kollision)
- Mario Andretti, Alfa Romeo (26, växellåda)
- Keke Rosberg, Fittipaldi-Ford (14, motor)
- Jacques Laffite, Ligier-Matra (7, upphängning)
- Alain Prost, Renault (3, växellåda)
- Miguel Ángel Guerra, Osella-Ford (0, olycka)

### Förare som ej kvalificerade sig
- Siegfried Stohr, Arrows-Ford
- Derek Daly, March-Ford
- Jan Lammers, ATS-Ford
- Chico Serra, Fittipaldi-Ford
- Derek Warwick, Toleman-Hart
- Brian Henton, Toleman-Hart